# Midaskopf

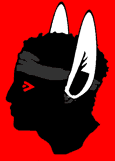
Beispiel des Midaskopfes

Mit Midaskopf wird in der Heraldik eine Wappenfigur benannt, die einen Menschenkopf mit Eselsohren im Schild zeigt. Diese Wappenfigur beruht auf der Mythologie der Antike. Zu dieser Zeit gab es schon die bildliche Darstellung eines Kopfes mit Eselsohren. Im Wappen selbst ist dieser heraldische Kopf recht selten und wenig heraldisch durchdrungen. Die schlesische Familie von Janorinsky führte den Kopf im Schild. Im Wappen des thüringisch-hessischen Adelsgeschlechts Herda (auch Herden, Hertta und Heerda) ist die Wappenfigur im Schild (schwarze Figur in Rot) und im Oberwappen auf dem Wappenhelm.